# Tal Bachman

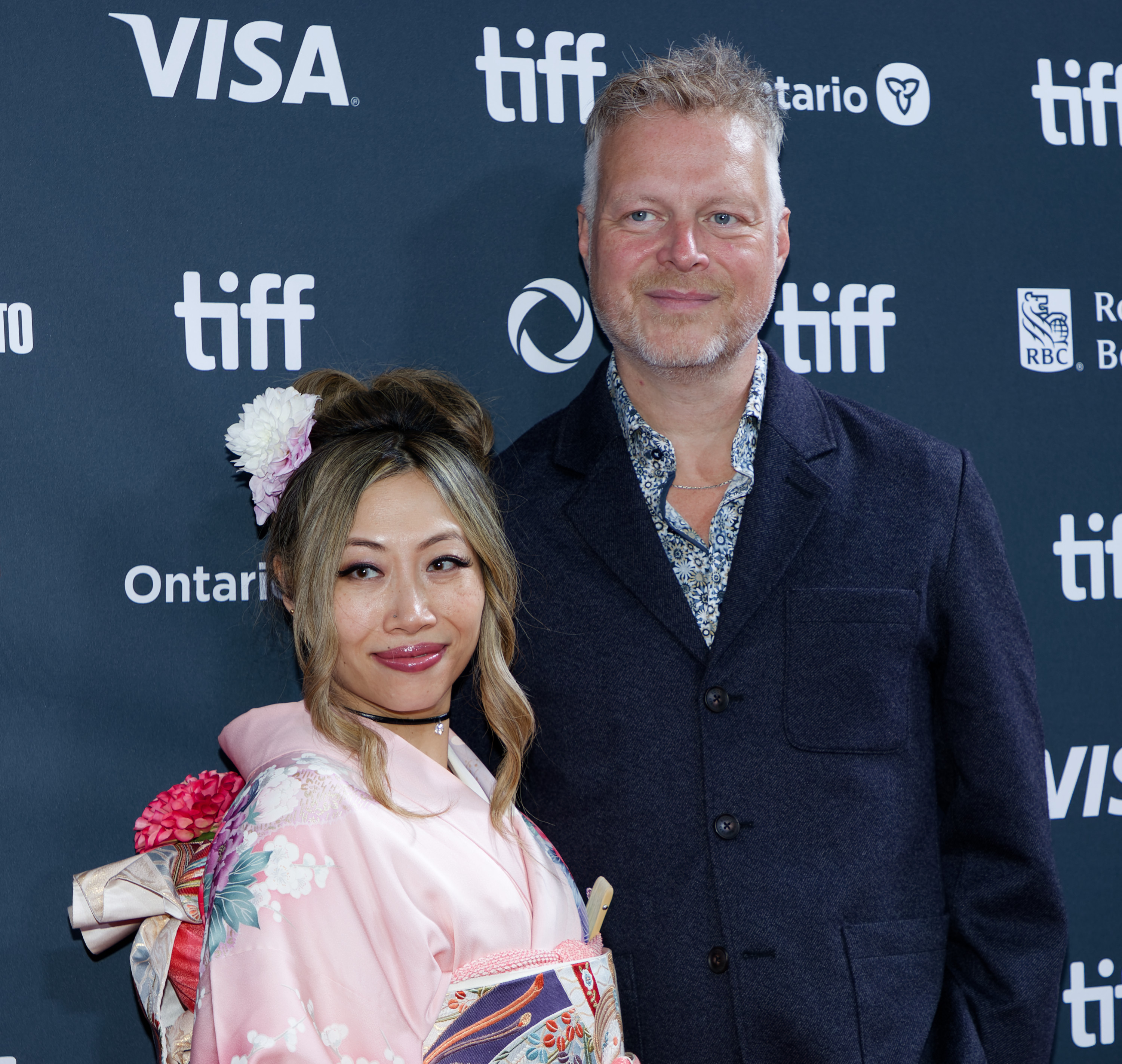
Tal Bachman tillsammans med hustrun KoKo Bachman på Toronto International Film Festival, den 12 september 2024.

Talmage Charles Robert "Tal" Bachman, född 13 augusti 1968 i Winnipeg i Manitoba, är en kanadensisk singer-songwriter och gitarrist av tysk och ukrainsk härkomst. Han är mest känd för sin stora internationella hitlåt "She's So High" från 1999, som finns med på hans självbetitlade album från samma år, och som även har spelats in av den norske sångaren Kurt Nilsen och den finlandssvenske sångaren Johan Becker, varav Nilsens version har blivit den mest framgångsrika. Han är son till rockmusikern Randy Bachman, och har på senare år blivit medlem i hans rockband Bachman-Turner Overdrive, där han har spelat sedan år 2023 och framåt.
Hans låt "She's So High" är inspirerad av den amerikanska sångerskan Sheryl Crows låt "If It Makes You Happy" från 1996. Han har också citerat The Beatles, Cheap Trick och Electric Light Orchestra som sina musikaliska influenser.